# Île de Parnay
Pour les articles homonymes, voir Parnay.
L'île de Parnay est une île de la Loire appartenant administrativement à la commune de Parnay dans le département français de Maine-et-Loire.

## Description
Il s'agit d'un long banc de sable d'environ 900 m de longueur qui abrite une réserve ornithologique, comportant principalement une colonie de mouettes rieuses et de goélands. Lors des crues de la Loire, l'île peut être entièrement submergée. 